# Herwig Schopper

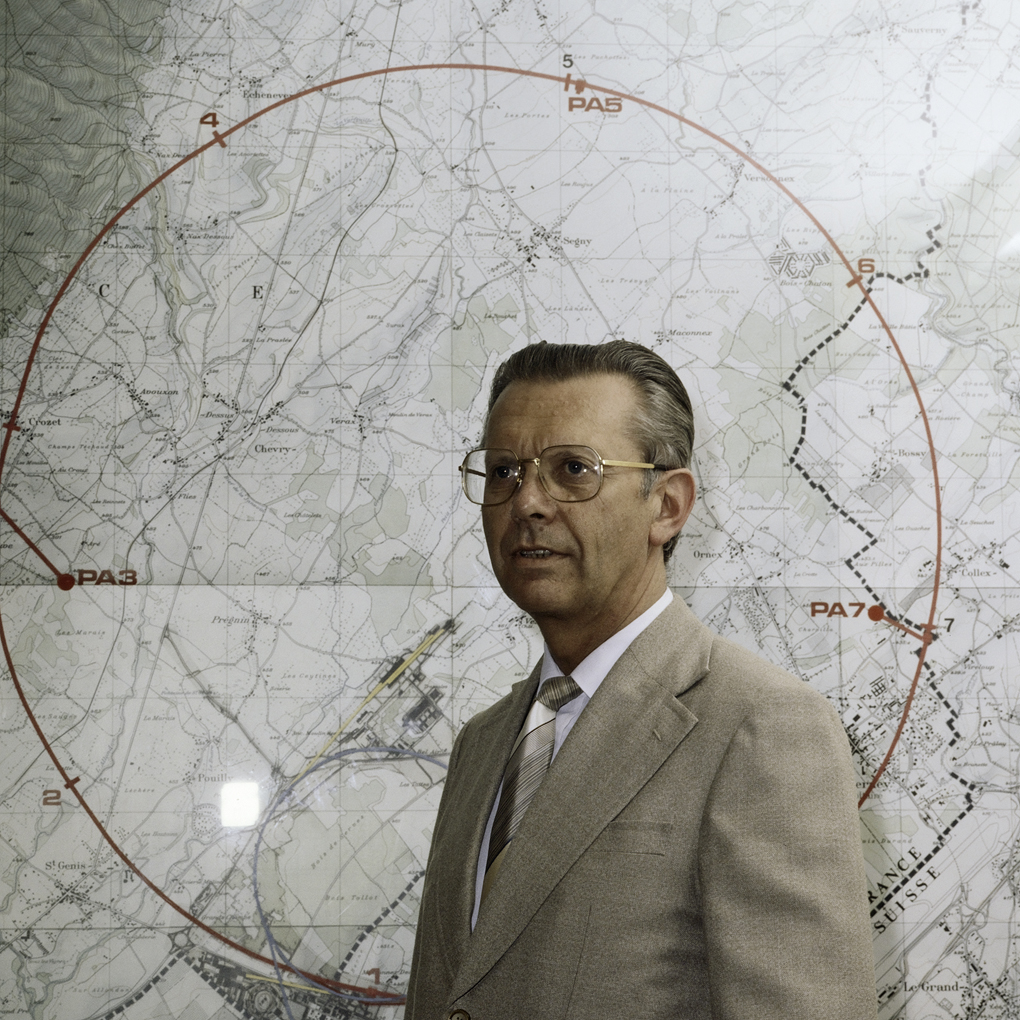
Herwig Schopper amb una foto del túnel del LEP (que després esdevindria l'LHC), aprovat i construït durant el seu mandat.

Herwig Franz Schopper (Lanškroun, Txecoslovàquia, 28 de febrer de 1924) és un físic alemany que fou Director General del CERN de 1981-1988.
Va arribar al CERN com a Investigador Associat (1966-1967), va esdevenir Cap de la Divisió de Física Nuclear (1970), membre del Directorat responsable de la coordinació del Programa Experimental, Cap del Comitè de l'ISR (1973-1976), membre del Comitè de Política Científica (1979), i finalment Director General (1981-1988).
Durant el seu mandat es va aprovar i construir el túnel del LEP (que després esdevindria l'LHC), i el CERN va rebre dos premis Nobel de Física: Carlo Rubbia (que esdevindria el successor de Schopper al capdavant del CERN) i Simon van der Meer (1984) per les seves contribucions al projecte que porta a la descoberta dels bosons W i Z mediadors de la interacció feble. El 1988, Jack Steinberger, aleshores fent recerca al CERN, també va rebre el Premi Nobel (juntament amb Leon M. Lederman I Melvin Schwartz, EUA) per la descoberta del neutrí del muó.
Del 1995 al 1997 fou president de la Societat Europea de Física. El 2003, Herwig Schopper va ser elegit president del Consell del Centre Internacional de Llum Sincrotró per Aplicacions Científiques Experimentals a l'Orient Mitjà (SESAME).

## Premis
- 1991: Medalla Wilhelm Exner.
- 2004: Medalla d'Or d'A. Einstein i Medalla Tate, pel lideratge internacional en física[3]
- 2009: CERN Honours Schopper[4]